# ولاية باتنة
ولاية باتنة (بالتيفيناغ: ) هي ولاية من ولايات الشرق الجزائري في الأوراس، وعاصمة الولاية هي مدينة باتنة
من أهم مدنها: عين التوتة، بريكة وآريس. تحيط بها من الشرق ولاية خنشلة وولاية أم البواقي، ومن الشمال الغربي ولايتي سطيف والمسيلة، من الشمال الشرقي ولاية أم البواقي ومن الجنوب بسكرة. تعتبر مهد «الثورة الجزائرية» ومن أشهر ثوارها العقيد مصطفى بن بولعيد، الحاج لخضر عبيدي، علي النمر.

## النشأة
تأسست مدينة باتنة عن طريق المرسوم المؤرخ في 12 سبتمبر 1848 الصادر عن نابليون الثالث، وذلك بعد أن قررت اللجنة الاستشارية الكائن مقرها بقسنطينة جعل باتنة مدينة مستقبلية نظرا لموقعها الاستراتيجي على محاور بسكرة، تبسة، سطيف وقسنطينة.

## موقع الجغرافي
تتموقع ولاية باتنة في قلب الأوراس، وتتميز بتضاريسها الوعرة وبحلة ثلوجها شتاء، والمناظر الخلابة ربيعا وصيفا. يمتاز شعبها بالكرم والجود. ويقطنها خليط من العرب و«الشاوية» وهم ذوو أصول أمازيغية.أما مدينة باتنة، عاصمة الأوراس ومقر الولاية، تقع على بعد 425 كم جنوب شرق الجزائر العاصمة وترتفع عن سطح البحر بـ1200م.

## السكان
تحتل الولاية المرتبة الخامسة على مستوى الجزائر من حيث التعداد السكاني والذي بلغ 1٬549٬931 سنة 2008.

### هرم عمري
| ذكور   | فئة عمرية     | إناث   |
| ------ | ------------- | ------ |
| 4٬059  | 85 سنة وأكثر  | 4٬215  |
| 6٬427  | 80 إلى 84 سنة | 7٬138  |
| 11٬053 | 75 إلى 79 سنة | 11٬734 |
| 12٬691 | 70 إلى 74 سنة | 13٬014 |
| 13٬367 | 65 إلى 69 سنة | 15٬603 |
| 18٬363 | 60 إلى 64 سنة | 19٬516 |
| 24٬977 | 55 إلى 59 سنة | 25٬218 |
| 29٬325 | 50 إلى 54سنة  | 29٬541 |
| 32٬970 | 45 إلى 49 سنة | 33٬691 |
| 42٬959 | 40 إلى 44 سنة | 43٬178 |
| 47٬894 | 35 إلى 39 سنة | 45٬888 |
| 58٬250 | 30 إلى 34 سنة | 54٬152 |
| 69٬737 | 25 إلى 29 سنة | 67٬617 |
| 75٬472 | 20 إلى 24 سنة | 73٬675 |
| 79٬342 | 15 إلى 19 سنة | 76٬755 |
| 71٬172 | 10 إلى 14 سنة | 69٬649 |
| 60٬408 | 5 إلى 9 سنوات | 58٬360 |
| 68٬167 | 0 إلى 4 سنوات | 65٬186 |
| 960    | غير معروف     | 950    |

### المناخ
مناخ مدينة باتنة شبه رطب في الولاية أما في المناطق الجبلية فمناخ رطب ك اشمول واينوغيسن واريس وثنية العابدو منعة وبوزينة والشلعلع الخ تتراوح درجات الحرارة-3 بين 2 درجات مئوية في يناير نهارا وفي الجبال من -6 إلى 0 درجات ومن-2الى-6 درجات ليلا في باتنة ومن -5 إلى -15 درجات وتصل في بعض الأحيان إلى -20 درجة ليلا في الجبال و28 درجة في يوليو في باتنة المدينة أما الجبال فتتراوح من 18 إلى 25 درجات نهارا وفي الليل تتراوح من2 إلى 10 درجات في الجبال. خلال الشتاء تنزل الحرارة إلى أقل من الصفر ليلا مع تكون الجليد لوجود قمة شلية على ارتفاع 2 388 م وقمة المحمل ارتفاعها 2 320 م وقمة اشمول 2 100 م وهناك قمم أخرى يتجاوز ارتفاعها عن 2 000 م لذلك باتنة باردة جدا في الشتاء والربيع وشهرين من الخريف ومعتدلة صيف الشهر الأول من الخريف وباتنة مشهورة بجبالها المرتفعة الوعرة ففرنسا لم تستطع من قهر الشاوية حيث كمية الأمطار المتساقطة فهي مختلفة من عام إلى آخر حيث
كمية سقوط المطر فيبلغ حوالي 900 مم في السنة في مدينة باتنة ويتجاوز 1 200 مم في الجبال، أما الثلج فيسقط من أكتوبر إلى أواخر أبريل وقد يمتد إلى مايو خاصة في المناطق الجبلية فيبقى إلى وقت الحصاد=.

### المواصلات
للموقع مدينة باتنة ميزات ذات قيمة، فهي تقع في ملتقى طرق هامة: المحور شمال-جنوب الذي يربط الشمال بالجنوب ومحور شرق-غرب الذي يمر عبر الهضاب العليا.
كما استفادت باتنة بالمطار الدولي مصطفى بن بولعيد الذي يبعد عنها بـ25 كم والذي يربط الولايات الداخلية للوطن وبعض المدن الأوروبية كباريس، ليون، مرسيليا وإسطنبول.

### السياحــة

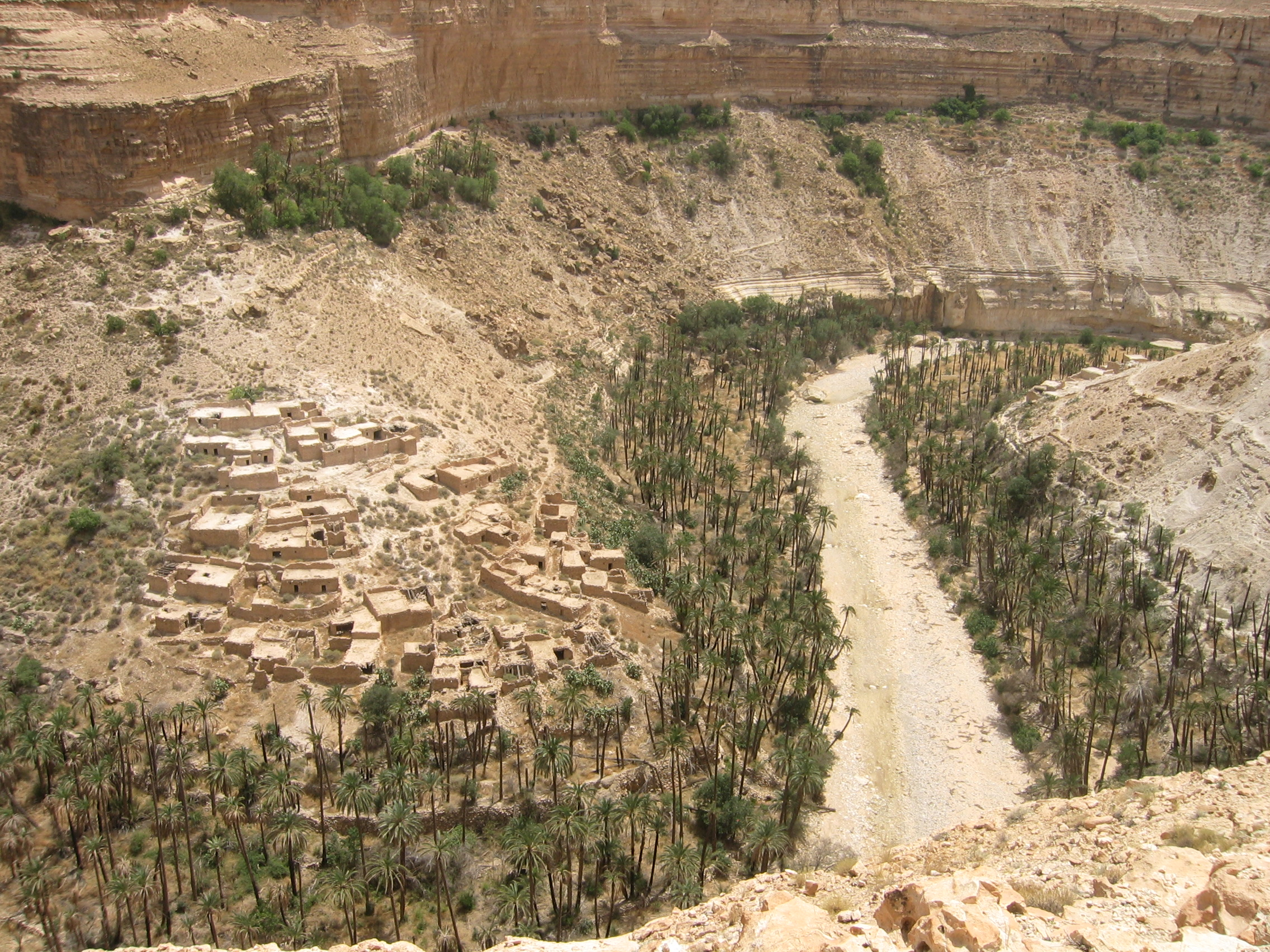
أولاد ميمون بولاية باتنة.

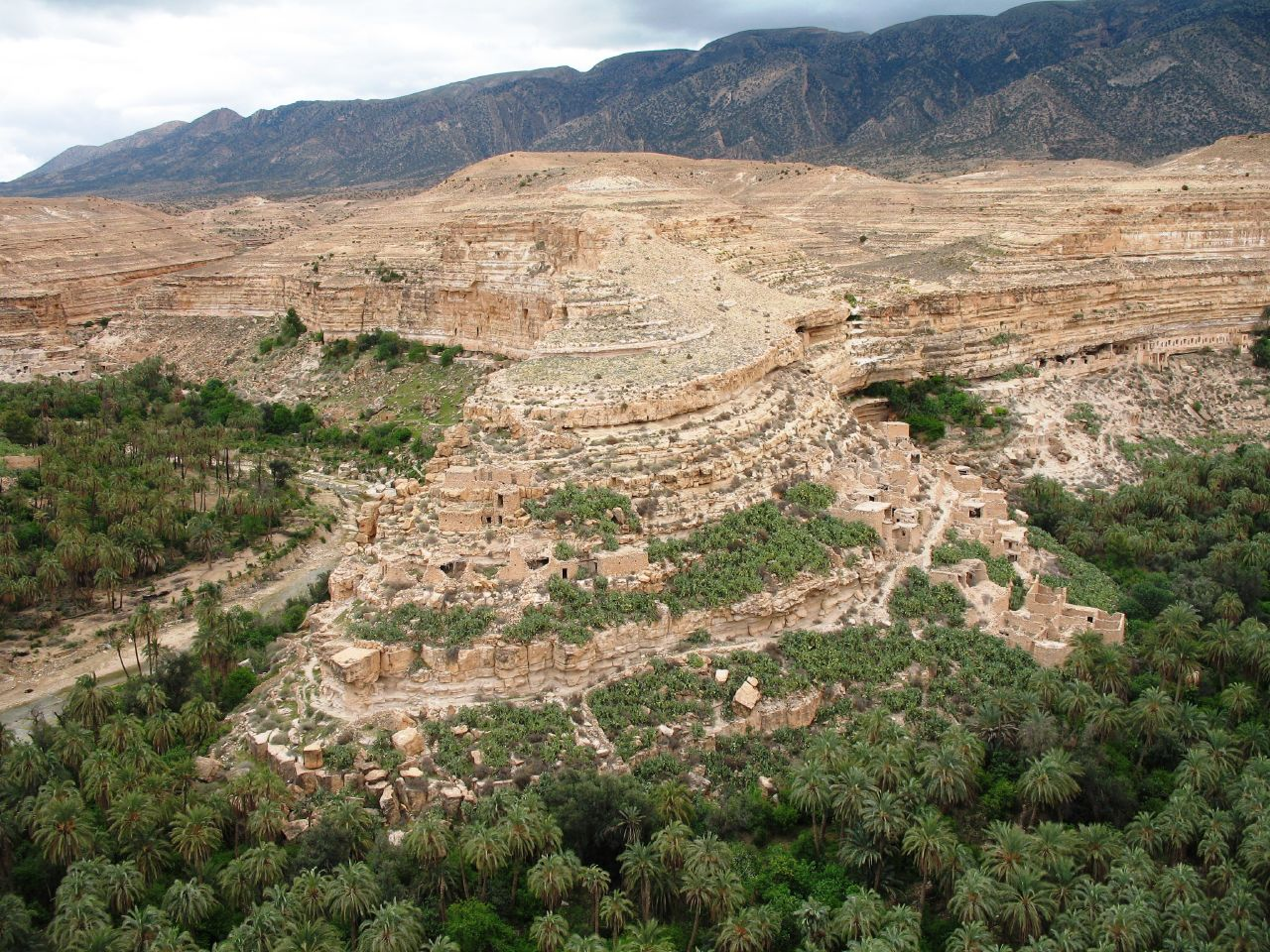
القنطرة (بين ولاية باتنة وولاية بسكرة).

بالقرب من مدينة باتنة توجد أجمل الواقع الأثرية كالآثار الرومانية والنوميدية ومنها:
- ضريح إيمدغاسن الذي شيد عام 300 قبل الميلاد ويعتبر أقدم نصب للدولة النوميدية في الجزائر.
- مدينة تيمقاد الرومانية وهي مدينة الرومان الرئيسية في أفريقيا في عهد تراجان.
- تازولت العاصمة النوميدية السابقة في شمال أفريقيا، والتي سيتم نقلها إلى سيرتا في 415 قبل الميلاد.
- نقاوس مدينة الروم القديمة.
- موقع تمثال ملكة تيهيا الكاهنة.
- جبل بلزمة
- منطقة تجمع الرومان اريس.
- جمال القرية السياحية غوفي.
- مخازن الغلال تستخدم لتخزين الغذاء، الذي هو محافظ على نفسه منذ آلاف السنين.
- المفروشات والمجوهرات البربرية.
- ضريح مخصص لشهيد بن بولعيد مصطفى في بلدة اريس.
- مسرح مدينة باتنة.
- دار الثقافة ومكتبة باتنة.
- فنادق ومطاعم باتنة المشهورة بمأكولات الشاوية.

### واقع التنميــة
خلال السبعينات فضل التوجه الاقتصادي السائد الصناعة وإقامة الهياكل القاعدية الكبيرة (المخطط الخاص لسنة 1969)، مما سمح بإنشاء العديد من المركبات (الجلود، النسيج، الصلب...) والتي تعرف صعوبات جمة الآن.
أما اليوم فتحاول مدينة باتنة النهوض بواقع التنمية بمختلف فروعه وذلك بتنشيط كل الفاعلين والعمل على خلق الفرص الاقتصادية لمختلف شرائح المواطنين

### الفلاحة
إن دراسة قطاع الفلاحة في ولاية باتنة موجهة حسب محورين أساسيين:
1- المحور الأول:
- يعتمد على دراسة حيز إقليم الفلاحة على التصنيف حسب ثلاث (03) مناطق متناسقة (منسجمة)مفصلة في
- فصل الطبيعة مع الوضع في القدرات والطاقات التي توفرها كل منطقة كما يؤخذ كذلك بعين الاعتبار
- المناطق الفرعية لكونها تجمع مساحات متنوعة.

2- المحور الثاني:
يخص دراسة بعض المظاهر الاقتصادية للفلاحة (الإنتاج، الاستهلاك المردودية) تمكننا هذه الدراسة من
تبيين بصفة عامة العوامل المناسبة وغير المناسبة للتنمية الفلاحة:
استنباط التوجيهات اللازمة للتكفل الحسن للقطاع.
توزيع حيز القطاع المتناسقة (المنسجمة):
1-1 - المنطقة « A » «أ» السهول الشمالية المرتفعة:
السهول الشمالية المرتفعة لولاية باتنة عبارة عن أحواض صغيرة منظمة في صف يحدها من الجنوب
مرتفعات الأوراس، ومن الغرب جبال بلزمة ومن الشرق جبال بوعريف هذه الأخيرة التي يصل ارتفاعها
بين 1 785 م و1744 م
سميت هذه المنطقة بالسهول المرتفعة ارتفاعاتها تتراوح بين 800 و950 م، في حين منحدراتها لا تكتسي أهمية بحيث بالنسبة لموقعها الجغرافي وهي توجد في وضعية حسنة بالنسبة لشمالها يجعلها أكثر تناسبا مقارنة مع المنحدرات لا تتجاوز 3 % الأوراسية الأخرى، فهي كذلك محمية بالمرتفعات الجبلية التي تمنع تغلغل المؤثرات الصحراوية، وهذا ما منحها مناخا نصف جاف بارد مع سقوط أمطار تتراوح بين 300 و400 مم سنويا.
هذه الكميات غير المنتظمة تصبح في بعض الأحيان غير مفيدة خاصة لما تطول الفترة الجافة، كما أن انفتاحها يساعد على تسرب الرياح المتلفة خاصة في فترة ازهرار النباتات مما يخلف خسائر جمة.
إضافة إلى ذلك فإن الجليد يعد (يشكل) مشكلة عويصة
2-1- المنطقة « B » «ب» الجبال والأودية:
تنقسم هذه المنطقة إلى منطقتين فرعيتين:
المنطقة "ب1" تمثل الجبال والمنحدرات تتميز بارتفاعات مهمة حيث تبلغ بين 750 م إلى 2 926 م 	المنطقة " ب2 ' تشمل الأودية والسهول هذه المنطقة تمثل التربة الجيدة للزراعة المتراكمة خلال فترة الأمطار وطابعها الغابي وتكوينها المورفولوجي المموج إلا أنها تحتوي على مساحات مسلسلة لبعض الزراعات.
المنطقة « C » «ج» السهول السهبية المرتفعة:
تنقسم هذه المنطقة إلى 3 مناطق فرعية:
جبال الحضنة: هي جبال غابية أساسا غير أن الزراعات تسيطر على تربية المواشي، الزراعة
الصناعية غير موجودة بسبب المنحدرات التي تفوق 15 % مما يجعل السقي مستحيلا.
سهل الحضنة: مخصصة أساسا للزراعات بحيث تحتوي على مساحات كبيرة للتناوب مع تربية المواشي، فهي تمثل نشاط اقتصادي مهم بالنسبة لسكان المنطقة سقوط الأمطار ضعيف حيث لا يتجاوز 250 مم للسنة مما يجعل المنطقة تعاني من ظاهرة الجفاف.
شط الحضنة: يتميز بمناخ صحراوي حيث لا يوجد أي نشاط فلاحي رعوي بسبب صعود الأملاح على
كامل محيط الشط
إن صعوبة المناخ تحدد وأحيانا تجعل إدخال بعض الأصناف الزراعية مستحيلا وفي نفس الوقت تثبت
سيطرة الزراعة التوسعية بالاشتراك مع تربية المواشي في المناطق الفرعية الثلاثة، في حين طريقة التناوب
تستحوذ على جزء كبير من المساحات الصالحة للزراعة.
يبين التوزيع العام للأراضي: أهمية المساحة الصالحة للزراعة التي تمثل،1736 % من المساحة الإجمالية أي
435.407 هكتار غير أنها مختلفة كثيرا من بلدية لأخرى.
- تمثل الغابة جزءا تافها بالنسبة للمساحة الغابية.

توزيع المساحات الصالحة للزراعة حسب نوع الفلاحة الجبلية: 2005/2006

## موارد المياه
السدود
وتضم هذه الولاية السدود التالية:
- سد كوديت لامدوار.
- سد مافا.

وتندرج هذه السدود ضمن 65 سدا عاملة في الجزائر19 في حين أن 30 سدا آخر قيد الإنشاء في عام 2015.

## الرياضة
تعتبر أندية شباب باتنة، مولودية باتنة، أمل مروانة، شباب اوراس باتنة ومولودية المعذر. ممثل الولاية في رياضة كرة القدم.
أما في كرة اليد هناك أندية الوفاق الرياضي عين التوتة ومولودية مؤسسات باتنة و مولودية بريكة وامل بريكة

## التقسيم الإداري

### الدوائر
| - دائرة باتنة - دائرة مروانة - دائرة عين التوتة - دائرة آريس - دائرة بريكة - دائرة المعذر - دائرة منعة - دائرة نقاوس - دائرة رأس العيون - دائرة سريانة - دائرة تازولت | - دائرة ثنية العابد - دائرة عين جاسر - دائرة إشمول - دائرة بوزينة - دائرة الشمرة - دائرة أولاد سي سليمان - دائرة تكوت - دائرة الجزار - دائرة تيمقاد - دائرة سقانة |  |

### البلديات
| - باتنة - تاكسلانت - وادي الشعبة - فسديس - مروانة - حيدوسة - وادي الماء - قصر بلزمة - عين التوتة - أولاد عوف | - معافة - بني فضالة الحقانية - تيمقاد - آريس - تيغانمين - بريكة - أمدوكال - بيطام - المعذر - عين ياقوت | - بومية - جرمة - منعة - تيغرغار - أولاد سي سليمان - نقاوس - بومقر - سفيان - رأس العيون - القيقبة | - القصبات - سريانة - لازرو - زانة البيضاء - تازولت - عيون العصافير - الرحبات - ثنية العابد - وادي الطاقة - شير | - عين جاسر - الحاسي - كيمل - إشمول - إينوغيسن - فم الطوب - بوزينة - لارباع - أولاد سلام - تالخمت | - أولاد عمار - الجزار - تاكسلانت - لمسان - عزيل عبد القادر - تكوت - غسيرة - سقانة - تيلاطو - أولاد فاضل | - الشمرة - بولهيلات |

## التعليم الجامعي
تضم هذه الولاية العديد من الجامعات ومؤسسات التعليم الجامعي، منها:
- جامعة باتنة [4]

## وصلات خارجية
- موقع بلدية باتنة
- موقع باتنة
- إذاعة باتنة الجهوية
- جامعة باتنة
- مديرية التجارة لولاية باتنة
- خبار بلادي.. الجزائر.. باتنة
- موقع بلدية باتنة
- موقع باتنة على الفيديو
- منتديات باتنة